# Стариковское сельское поселение (Костромская область)
Стариковское сельское поселение — упразднённое муниципальное образование в составе Октябрького района Костромской области России.
Административный центр находился в селе Ильинское. На территории поселения находилось 8 населённых пунктов.
29 марта 2010 года в соответствии с Законом Костромской области № 601-4-ЗКО Забегаевское, Новинское и Стариковское сельские поселения были объединены в Новинское сельское поселение.

## Состав поселения
В состав поселения входят следующие населённые пункты:
- Село Ильинское
- Деревня Блиновщина
- Деревня Вершинята
- Деревня Заречана
- Деревня Кокоры
- Деревня Колеватовы
- Деревня Огурцы
- Деревня Стариковы

## Население
Общая численность населения — 315 человек.